# Östra Ämterviks kyrka

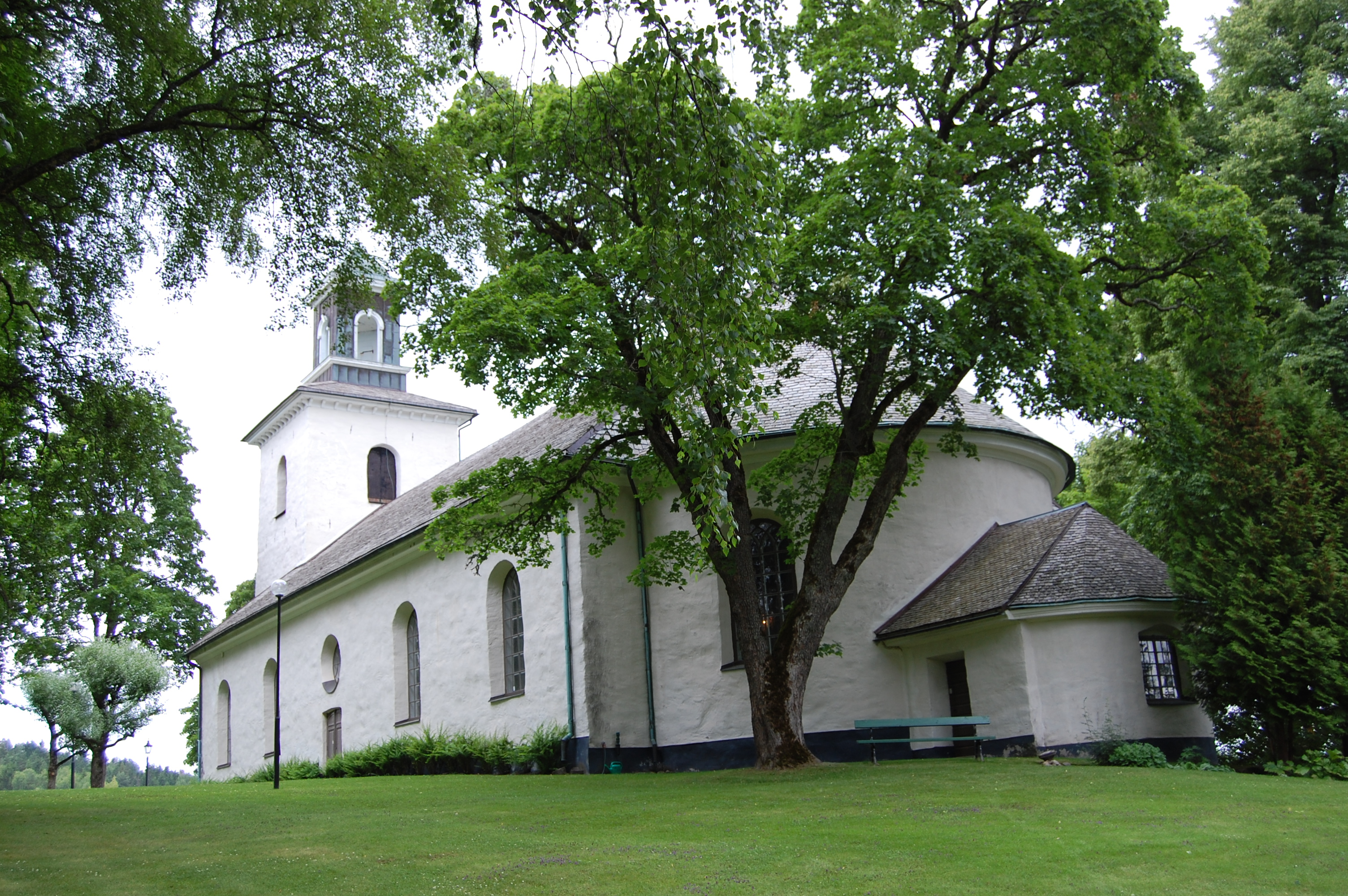
Östra Ämtervik kyrka 2013

Östra Ämterviks kyrka är en kyrkobyggnad som tillhör Östra Ämterviks församling i Karlstads stift. Kyrkan ligger i samhället Östra Ämtervik i Sunne kommun.

## Kyrkobyggnaden
Tidigare kyrka på platsen var en träkyrka av sannolikt medeltida ursprung. 1781 brann kyrkan ned till grunden efter ett åsknedslag.
Nuvarande kyrka uppfördes åren 1795 till 1798.
Kyrkobyggnaden består av ett långhus med nord-sydlig orientering. I söder finns ett halvrunt kor och i norr ett kyrktorn med vapenhus. Söder om koret finns en vidbyggd sakristia som tillkom 1844. Tidigare sakristia är nuvarande kor.
Långhuset har ett skifferklätt sadeltak.

## Inventarier
- Dopfunten av granit är tillverkad 1948 i Sunne.
- På långhusets östra vägg finns en predikstol i nyklassicistisk stil som är tillverkad 1848 av snickaren O. Olsson. Ovanför predikstolen finns en åttasidig baldakin.
- Koret omges av två tidigare altartavlor. På västra sidan hänger en tavla med motivet "Jesus på korset". Tavlan är målad av Paul Piltz och skänkt till kyrkan av Selma Lagerlöf. Åren 1920 till 1948 var den altartavla. På östra sidan hänger en målning av Bo Sonnsjö. Målningen var altartavla åren 1977 till 1984.

### Orgel
Den äldsta orgeln är byggd över altaret år 1847 av Andreas Åbergh i Hjortsberga socken. Den har 2 stycken kilbälgar och spelbordet är i södra gaveln. Principal 8' fasadpipor i turellerna är ljudande. 1971 avlägsnades av Bröderna Moberg i Sandviken en tillbyggd öppen flöjt 8' av trä och då rekonstruerades Trumpet 8'. Endast grova oktavens pipor samt två kopfer och två tuber i ostrukna oktaven bevarades. Orgeln är mekanisk.
Den nuvarande orgeln har följande disposition:
| Huvudverk I C-f3  | Pedal C-f0   |  |
| Principal 8’      | Bihangspedal |  |
| Gedackt 8’        |              |  |
| Fugara 4’         |              |  |
| Oktava 4’         |              |  |
| Oktava 2’         |              |  |
| Trumpet 8' (1971) |              |  |

#### Läktarorgeln
- Läktarorgeln med tolv stämmor är byggd 1909 av Setterquist & son. Den är pneumatisk med roosweltlådor och har fasta kombinationer.

| Huvudverk I         | Svällverk II      | Pedal       | Koppel    |
| Borduna 16’         | Rörflöjt 8’       | Subbas 16’  | I/P       |
| Principal 8’        | Principal 4’      | Koralbas 4’ | II/P      |
| Flûte harmonique 8’ | Nasard 2 2⁄3’     |             | II/I      |
| Oktava 4’           | Flöjtprincipal 2’ |             | I 4'/I    |
| Oktava 2’           | Ekoflöjt 4'       |             | II 16'/II |
| Mixtur 3 ch         |                   |             |           |

## Bildgalleri

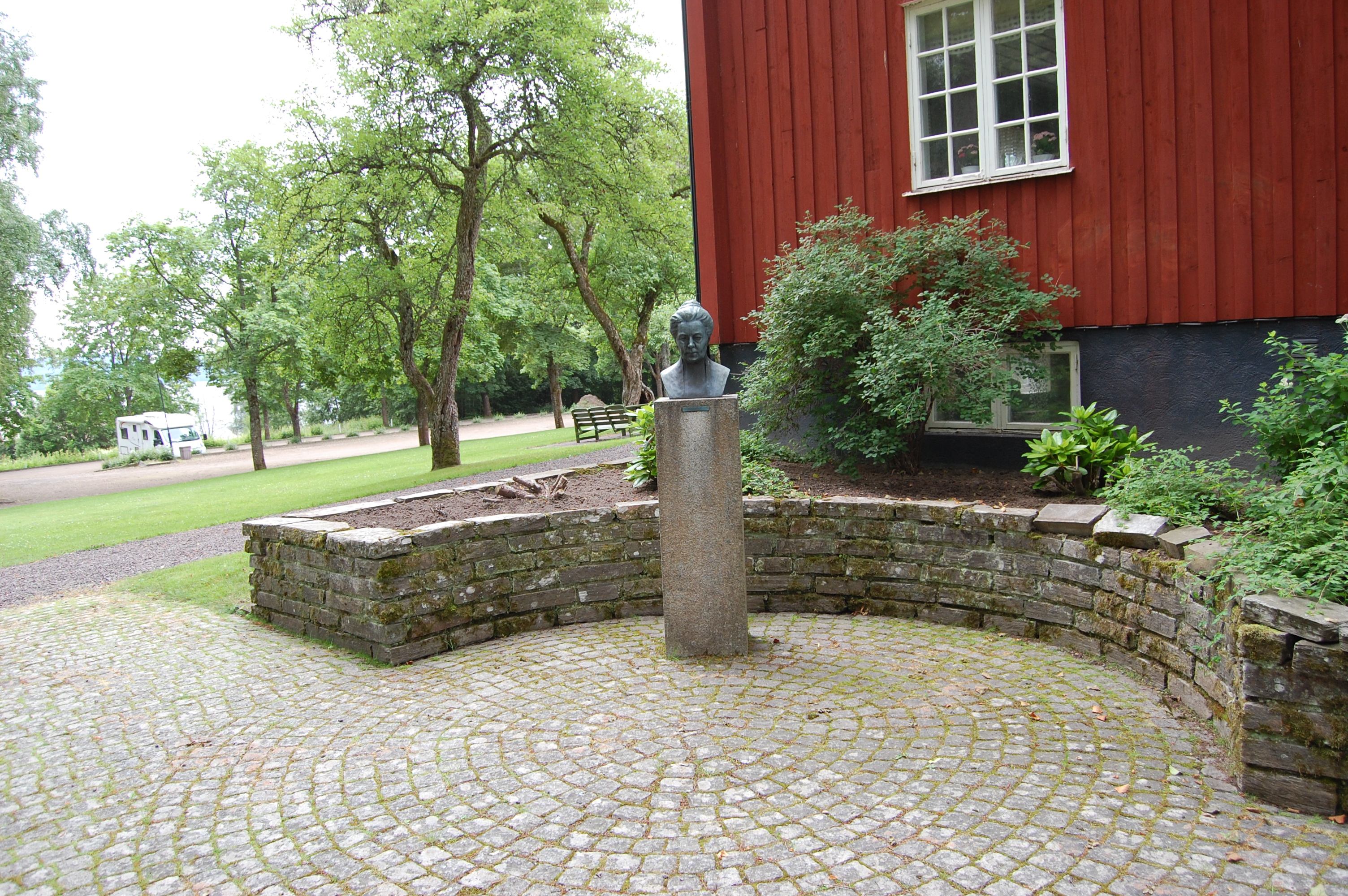
Byst av Selma Lagerlöf på Östra Ämtervik kyrkogård
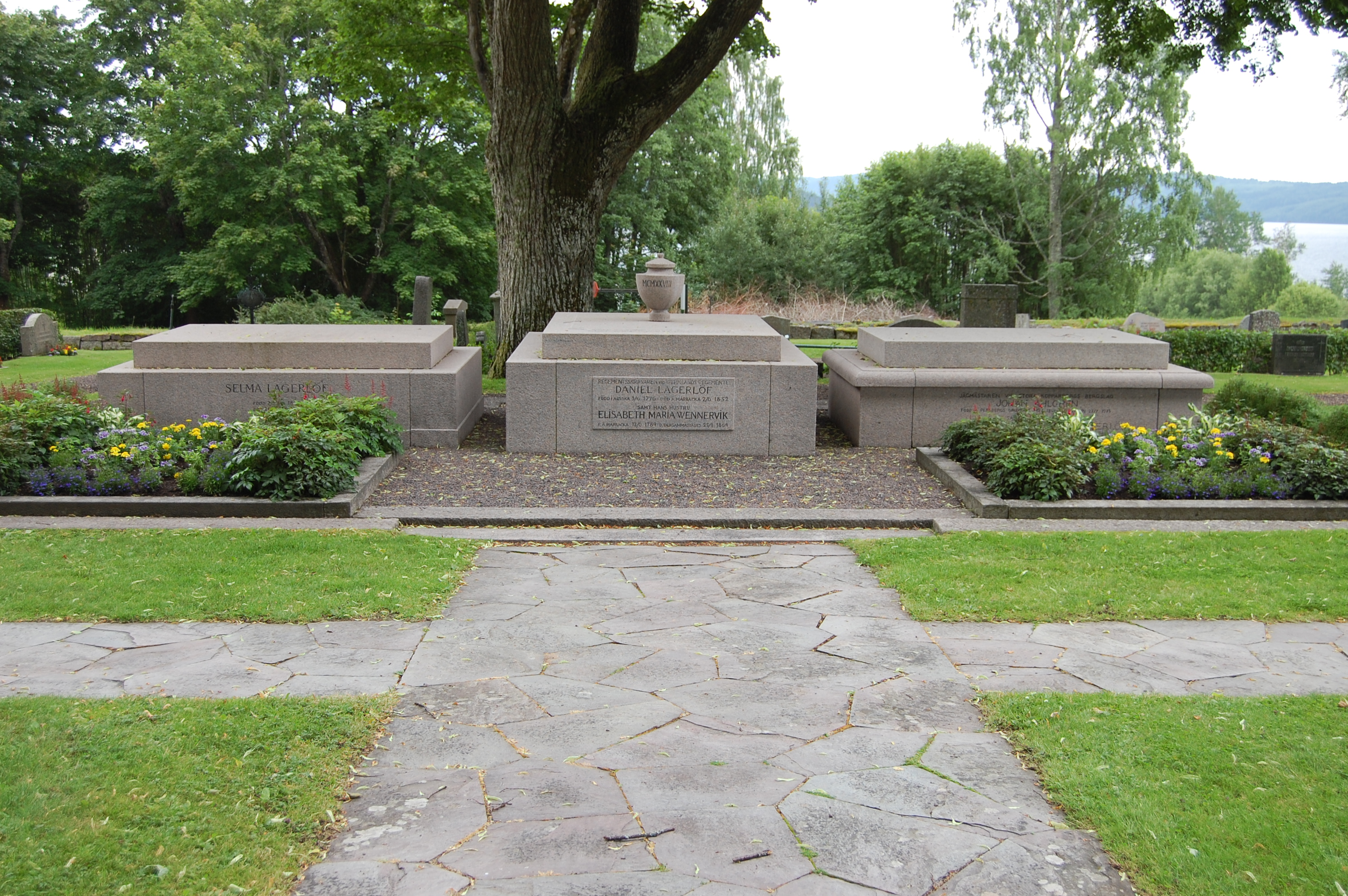
Familjen Lagerlöfs gravar på Östra Ämtervik kyrkogård
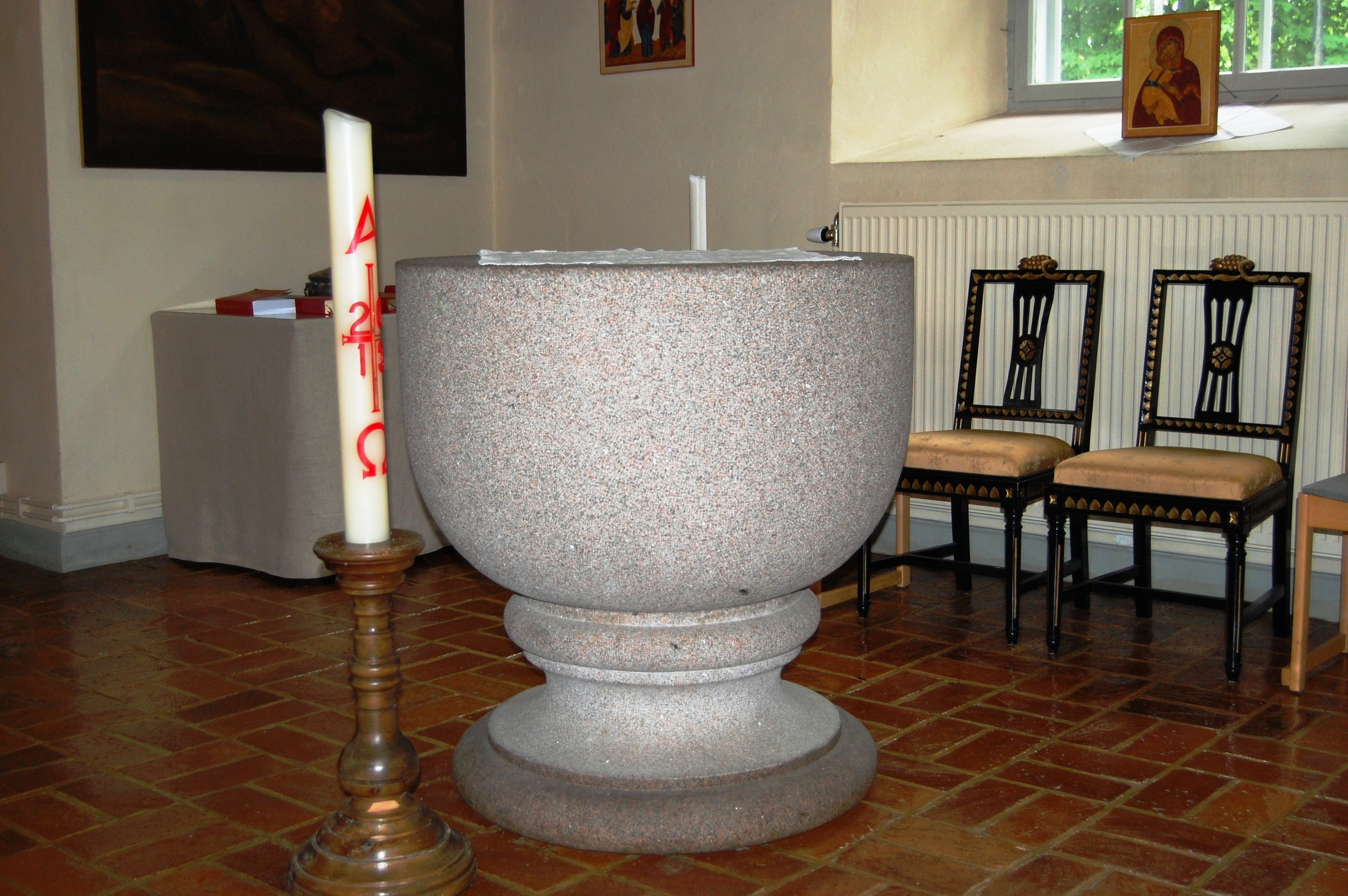
Östra Ämtervik kyrkas dopfunt
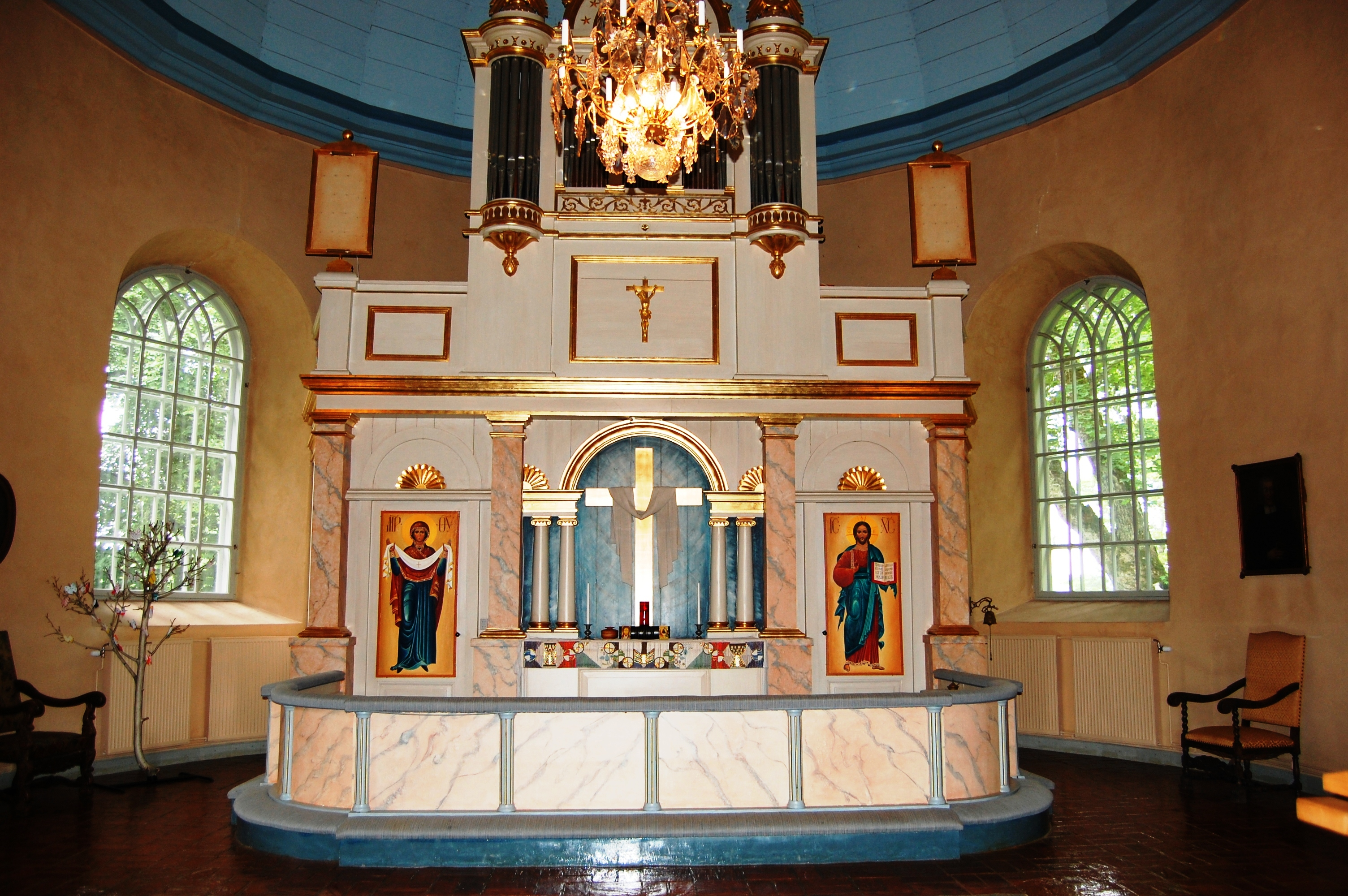
Östra Ämtervik kyrkas altare
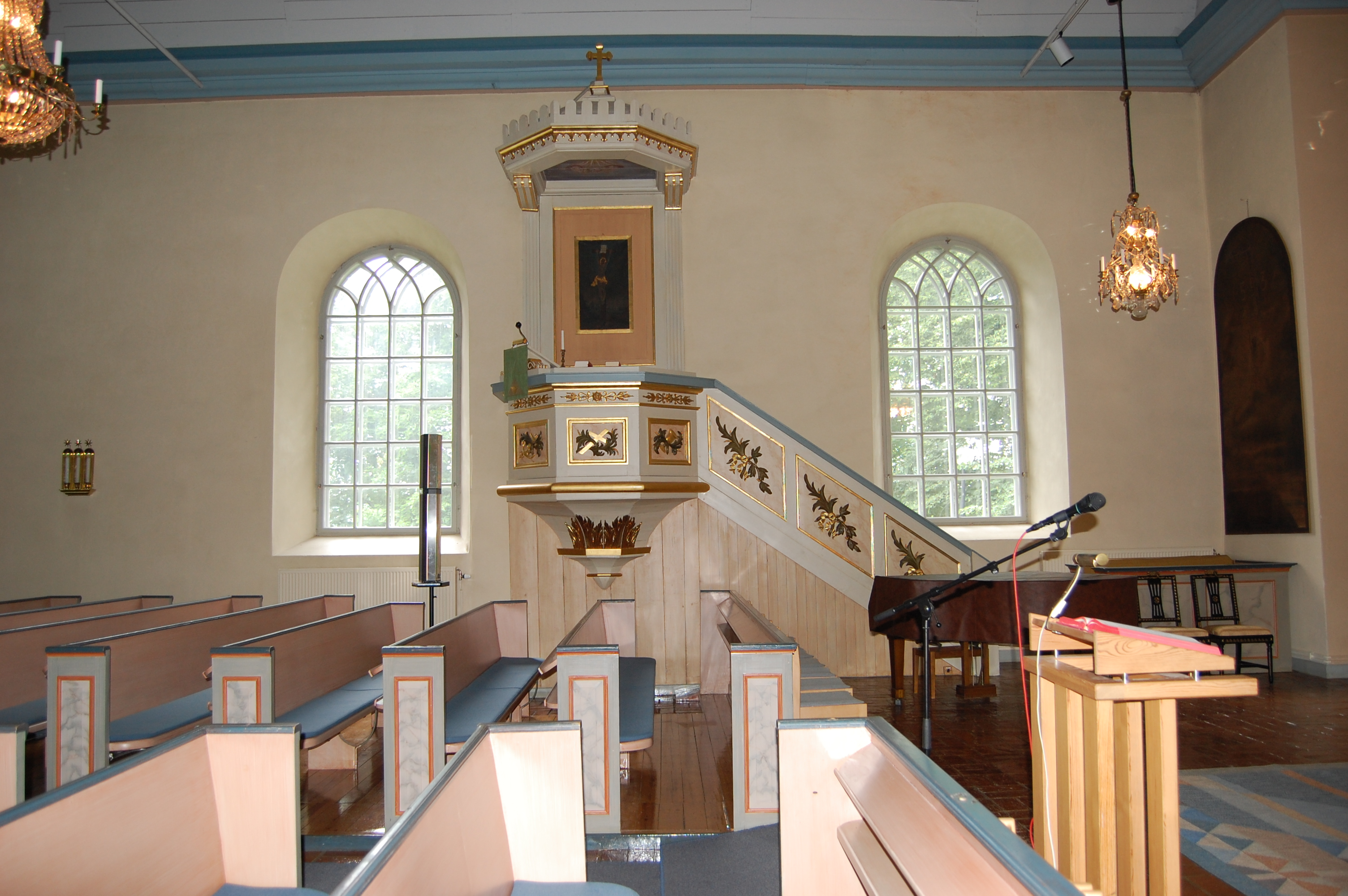
Östra Ämtervik kyrkas predikstol
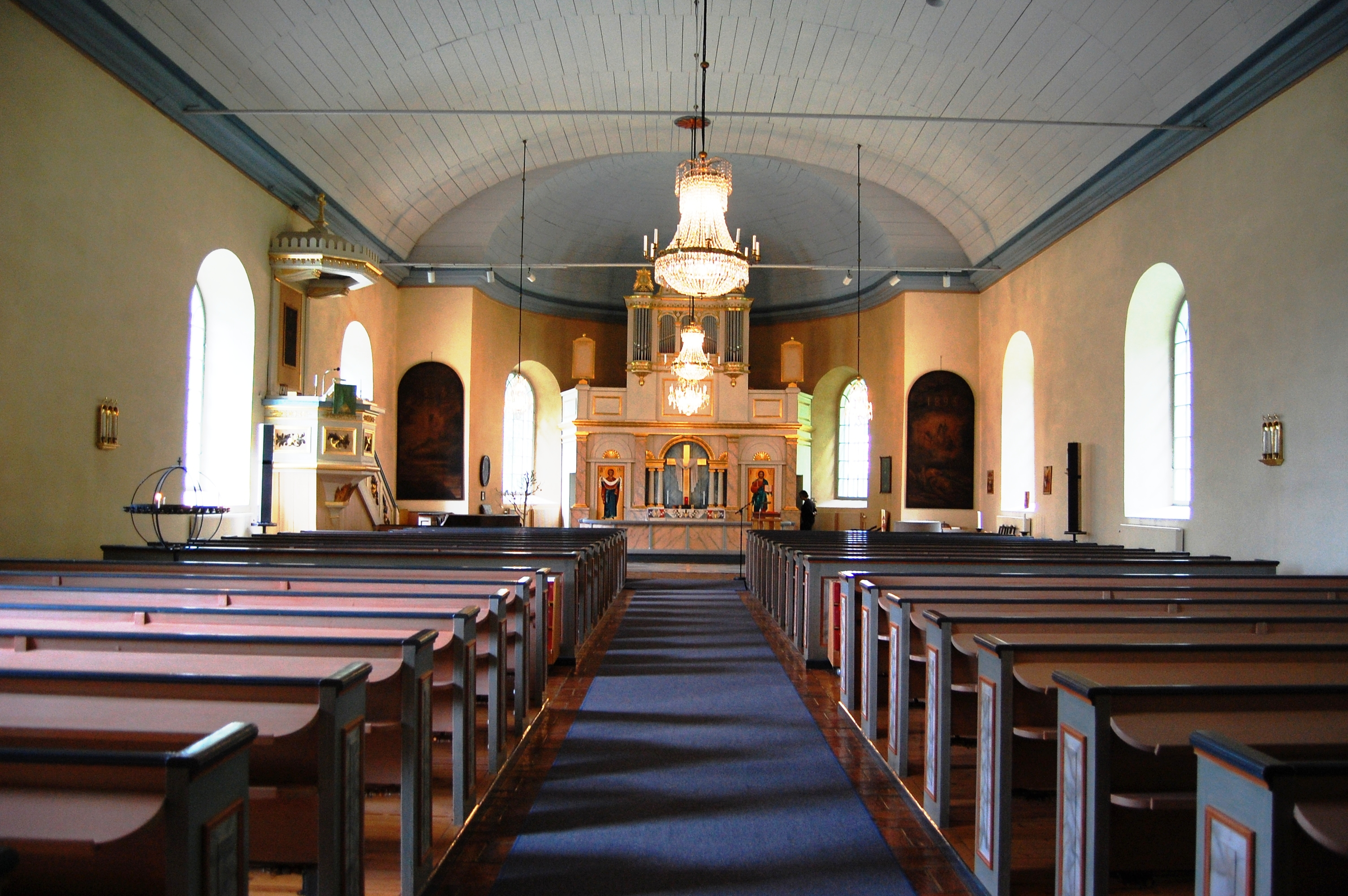
Ämtervik kyrkas kyrksal

### Webbkällor
- Kyrkor i Karlstads stift Del II, Utgiven av Värmlands Museum och Karlstads stift, 2008, ISBN 91-85224-72-3
- Länsstyrelsen Värmland
- anläggningspresentation
- byggnadspresentation